# خاطف الذباب الأزرق
خاطف الذباب الأزرق (الاسم العلمي: Cyanoptila  cyanomelana) (بالإنجليزية: Blue-and-white  Flycatcher)‏ هو طائر ينتمي إلى (فصيلة: Muscicapidae).